# Kamil Janšta
Kamil Janšta (6. března 1971 Křoví – 22. února 1999) byl český fotbalový obránce.

## Fotbalová kariéra
Před vojnou hrál za Zbrojovku Brno. Z B-týmu Brna přišel do Dukly Praha na jaře 1991 a odehrál zde další 3 sezóny. Z Dukly se vrátil na jaře 1994 do Brna, později působil v nižších soutěžích v Bohumíně a Poštorné. V sezóně 1997–1998 hrál za belgický SK Beveren. V roce 1991 nastoupil v jednom utkání za olympijský tým Československa proti Španělsku. Zemřel na nádor na mozku.

## Ligová bilance
| Ročník                                   | Zápasy | Góly | Klub           |
| ---------------------------------------- | ------ | ---- | -------------- |
| 1. československá fotbalová liga 1990/91 | 4      | 0    | FK Dukla Praha |
| 1. československá fotbalová liga 1991/92 | 26     | 0    | FK Dukla Praha |
| 1. československá fotbalová liga 1992/93 | 27     | 2    | FK Dukla Praha |
| 1. česká fotbalová liga 1993/94          | 14     | 1    | FK Dukla Praha |
| 1. česká fotbalová liga 1993/94          | 6      | 0    | Boby Brno      |
| 1. česká fotbalová liga 1994/95          | 11     | 0    | Boby Brno      |
| 1. česká fotbalová liga 1996/97          | 5      | 0    | Boby Brno      |
| Jupiler League 1997/98                   | 25     | 0    | KSK Beveren    |
| CELKEM                                   | 118    | 3    |                |